# Льёкельсёй, Руар
Руар Льёкельсёй (Йокелсёй; норв. Roar Ljøkelsøy, род. 31 мая 1976 года в Оркдале, Норвегия) — норвежский прыгун с трамплина. Двукратный бронзовый призёр Олимпийских игр 2006 года в Турине. Четырёхкратный чемпион мира по полетам на лыжах с трамплина.

## Карьера
Дебютировал в Кубке мира на соревнованиях в норвежском Лиллехамере 11 марта 1993 года, где занял 34-е место.
На домашних Олимпийских играх в Лиллехамере в 1994 году выступил только в командных соревнованиях, где вместе с партнерами по команде занял четвёртое место.
Первый подиум (2-е место) завоевал 10 декабря 1995 года в Планице.
Первую победу Льёкельсёй одержал 25 января 2003 года в Саппоро, Япония.
В сезоне 2003/04 года финишировал вторым в общем зачете Кубка мира, пропустив вперед только финна Янне Ахонена. А на полетном чемпионате мира в Планице выиграл две золотые медали: лично и с командой Норвегии.
На чемпионате мира 2005 года по лыжным видам спорта в немецком Оберсдорфе завоевал серебряную медаль на большом трамплине и бронзовую медаль в командном соревновании. Персональный рекорд дальности полета — 230,5 м, норвежец установил в марте 2005 года в Планице, Словения. Тогда же, второй год подряд, он стал вторым в Кубке мира по итогам сезона.
Защитил титул чемпиона мира по полетам на гигантском трамплине в австрийском Бад-Миттендорфе в 2006 году. Там же к личному золоту добавил командное золото.
На Олимпийских играх 2006 года в Турине выиграл бронзу на соревнованиях на нормальном трамплине и бронзу в командных соревнованиях.
Чемпионат мира по лыжным видам спорта 2007 года в Саппоро принес норвежцу бронзу на большом трамплине и серебро в команде.
В состав олимпийской команды на Игры-2010 в Ванкувере Руар не пробился из-за высокой конкуренции. Последний официальный прыжок совершил на полетном чемпионате мира 2010 года в Планице, где вне соревнований зафиксировал дальность 193,5 метра.
За всю спортивную карьеру одержал 11 побед на этапах Кубка мира.
В сезоне 2016/2017 Руар был ассистентом тренера сборной Германии. На этом посту он готовил прыгунов для полётов с гигантских трамплинов. Особых успехов в этом сезоне под руководством Руара добился Андреас Веллингер, занявший четвёртое место в общем зачёте Кубка мира и второе место в полётном кубке.

## Победы на этапах Кубка мира
| №  | Дата       | Место соревнований    |
| -- | ---------- | --------------------- |
| 1  | 25.01.2003 | Саппоро, Япония       |
| 2  | 06.12.2003 | Тронхейм, Норвегия    |
| 3  | 20.12.2003 | Энгельберг, Швейцария |
| 4  | 24.01.2004 | Саппоро, Япония       |
| 5  | 25.01.2004 | Саппоро, Япония       |
| 6  | 07.02.2004 | Оберсдорф, Германия   |
| 7  | 12.03.2004 | Лиллехаммер, Норвегия |
| 8  | 14.03.2004 | Осло, Норвегия        |
| 9  | 29.01.2005 | Закопане, Польша      |
| 10 | 06.02.2005 | Саппоро, Япония       |
| 11 | 22.01.2006 | Саппоро, Япония       |

## Зимние Олимпийские игры
| Олимпийские игры    | Средний трамплин | Большой трамплин | Команда |
| ------------------- | ---------------- | ---------------- | ------- |
| 1994 Лиллехаммер    | —                | —                | 4       |
| 1998 Нагано         | 40               | 9                | 4       |
| 2002 Солт-Лейк-Сити | 18               | 32               | 9       |
| 2006 Турин          | 3                | 4                | 3       |

## Личная жизнь
Руар является отцом троих сыновей. В апреле 2004 года у норвежца и его давней подруги Хеге Фэрё Боккен родился сын Сократес. В 2006 году пара рассталась. 29 августа 2009 года Руар женился на Анникен Хансен. В апреле 2010 года у пары родился сын Самуэль, a 28 января 2014 года - второй сын Силас.